# Dragonja
A Dragonja (olaszul: Dragogna) egy folyó Szlovéniában és Horvátországban, mely egy szakaszon határfolyót képez Horvátország és Szlovénia között. A Raša és a Mirna után az Isztria harmadik leghosszabb folyója, egyúttal a szlovén tengerpart legnagyobb folyója, amely az Adriai-tengerbe ömlik. Ez az egyetlen szlovéniai folyó, amely nem folyik át településeken, és teljes egészében a flis kőzetekből álló terepen folyik.

## Neve
A Dragonja folyót írott forrásokban először „Argao” alakban említik, majd a későbbi forrásokban „Argaone” (670-ben), „Argaonem” (1035-ben), „Dragugne” (1100-ban) és „Dragone” (1389-ben) formában szerepel. A név végső soron preromán eredetű, feltehetően a proto-indoeurópai „arg” („ragyogó”) szógyökön alapul. A nem nyelvtudományi elméletek a nevet a folyó kanyargó folyása alapján magyarázzák, amely sárkányra (olaszul: „drago”) hasonlít.

## Leírása
A Dragonja Szlovéniában, a Ćićarija-hegység lábánál, Popeter település közelében ered, átfolyik Isztria északnyugati részén és a Piran-öbölnél ömlik az Adriai-tengerbe. A folyó 28 km hosszú, és folyásának egy részén a Horvátország és Szlovénia között a határt képezi. A Dragonja vízgyűjtő területe 95,6 km2, 18 jobb és 13 bal oldali mellékfolyója van. Közülük a legfontosabbak a jobb oldali Pinjevec, Rokava és Drnica, valamint a bal oldali Argila és Poganja, a többiek záporpatak jellegűek. A folyó a Gračišče melletti flisdombok több patakjának egyesülésével jött létre. Eleinte délnyugati irányba folyik, majd lejjebb irányt vált északnyugat felé.
Dragonja vízhozama erősen függ az aktuális csapadékmennyiségtől. Nyáron gyakran kiszárad, esős időszakokban (általában télen) a vízszint hirtelen megemelkedik, és a folyó kiárad a medréből. Az átlagos nyári vízhozam a torkolatnál 1,8 m3/s. A folyó alsó szakaszán több állandó jellegű, bővizű forrásból táplálkozik és mélyen bemetsződik a puha flis kőzetalapba. A puha márgarétegek kopásának eredményeként lépcsőzetes, szabadesésű vízesések keletkeztek, a folyót számos zuhatag, kanyarulat, örvény és kavicsgödör jellemzi. Vízesések a Škrli-hegységben, a Pasjok nevű mellékvizén és a Supot-patakon ismertek. Az alsó szakaszon a Dragonja áthalad egy szabályozott ártéren, majd vizét átvezetik a Sv. Odorik-patak medrébe, míg a régi mederben jobb oldali mellékfolyója a Drnica ömlik a tengerbe. A torkolatánál található a Sečovlje Salina természetvédelmi park és a Sečovlje sólepárló telep. A Dragonja legalsó részét 1990 óta védik természeti értékként.

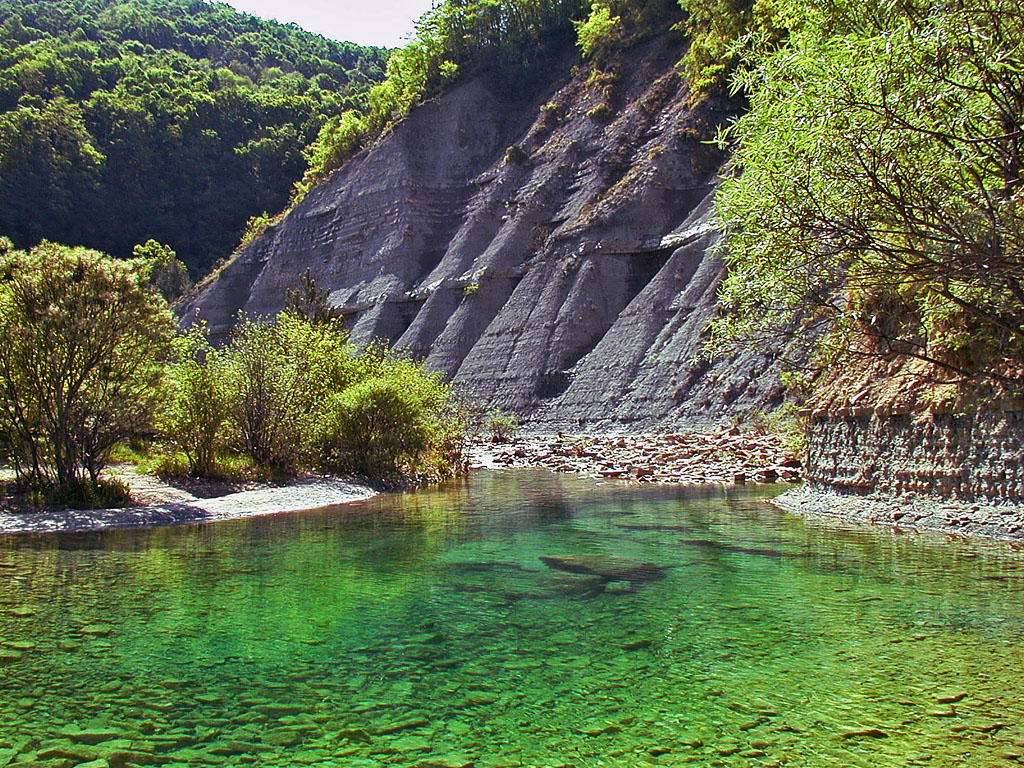
Flisfal a Dragonja felett

## Területi viták
A Dragonja alsó szakaszán területi vita folyik Szlovénia és Horvátország között: míg a horvát hatóságok azt állítják, hogy a Dragonja határfolyó, Szlovénia a folyótól délre is követel egy területcsíkot. 2012-től Dragonja folyásának utolsó 7 kilométere de facto Horvátország és Szlovénia határa. A vitatott terület négy falucskát és Horvátország Plovanija határátkelőhelyét foglalja magában. A Dragonja folyó a második világháború után vált határfolyóvá, amikor a trieszti szabadövezet (FTT) jugoszláv igazgatás alatt álló B zónáját felosztották Koper és Buje körzetekre. A terület 1954-es feloszlatása után az egykori B zónának Jugoszláviába történő áthelyezése után a Koperi körzet Szlovénia része lett, míg a Bujei körzet Horvátországhoz csatlakozott.

## Gazdaság
A 19. század végén 22 malom volt Dragonján. Ma a folyó torkolatánál működik a Sečovlje sólepárló telep.

## Növény- és állatvilág
Dragonja környékén jellegzetes vízi növényzet és a karsztgyepekre jellemző növényzet található. A folyó olyan halakban gazdag, mint a pisztráng, márna, angolna stb.

## Fordítás
- Ez a szócikk részben vagy egészben  a   Dragonja című horvát Wikipédia-szócikk ezen változatának fordításán alapul.  Az eredeti cikk szerkesztőit annak laptörténete sorolja fel. Ez a jelzés csupán a megfogalmazás eredetét és a szerzői jogokat jelzi, nem szolgál a cikkben szereplő információk forrásmegjelöléseként.
- Ez a szócikk részben vagy egészben  a   Dragonja című angol Wikipédia-szócikk ezen változatának fordításán alapul.  Az eredeti cikk szerkesztőit annak laptörténete sorolja fel. Ez a jelzés csupán a megfogalmazás eredetét és a szerzői jogokat jelzi, nem szolgál a cikkben szereplő információk forrásmegjelöléseként.